# Errett Lobban Cord
Errett Lobban Cord (Warrensburg, 20 luglio 1894 – Reno, 2 gennaio 1974) è stato un imprenditore e politico statunitense. Nella sua attività imprenditoriale fu attivo nell'industria automobilistica nella prima metà del XX secolo.

## Biografia
Fondò la casa automobilistica Cord nel 1929 come holding, con più di 150 aziende controllate, molte delle quali nel campo dei trasporti. La compagnia controllava, tra le altre, la Auburn (che fabbricava anche le autovetture Cord), la Lycoming Engines, la Duesenberg, la New York Shipbuilding, la Checker Cab, la Stinson Aircraft Corporation e l'American Airways (più tardi conosciuta come American Airlines).
Nato a Warrensburg, nel Missouri, Cord fu pilota automobilistico, meccanico e venditore di automobili, fino a quando gli fu offerta l'opportunità di gestire nel 1924 una casa automobilistica in difficoltà, la Auburn. Nel 1928 egli riuscì a controllarla, e l'anno successivo fondò una propria casa automobilistica, la Cord. Grazie a queste operazioni nel 1931 fu il 13º più grande venditore di autovetture negli Stati Uniti d'America. Dopo un primo successo, le vendite cominciarono ad andare male, così che fu costretto a vendere nel 1937 la Cord alla Aviation Corporation. Si ritirò quindi a vita privata con un ingente patrimonio di milioni di dollari, e partecipazioni in diverse aziende. Cord possedeva molte delle prime radio e diverse emittenti televisive in California e Nevada, dove si trasferì negli anni quaranta. Nella sigla della sua radio di Los Angeles, la KFAC, le lettere “A” e “C” stavano per Auburn e Cord.
Durante gli anni quaranta egli sostituì un legislatore dello stato del Nevada che morì nel bel mezzo del suo mandato e di nuovo la sua fama crebbe, stavolta come politico, nell'ultimo periodo della sua vita. Nel 1958 gli fu chiesto di correre alle elezioni per governatore del Nevada, ma rifiutò senza spiegare il perché.
Morì di tumore a Reno, Nevada, a 79 anni.
Un'eccellente collezione delle autovetture da lui prodotte è conservata nel Cord Duesenberg Automobile Museum.
La figura di Errett Lobban Cord servì all'ispirazione della canzone “The New Soft Shoe” di Gram Parsons.